# John Oude Wesselink
John Oude Wesselink (Enschede, 9 oktober 1950) is een voormalig Nederlands voetballer. Hij kwam gedurende zijn hele loopbaan uit voor Go Ahead Eagles.
John 'Johnny' Oude Wesselink debuteerde in 1969 voor de Deventenaren en nam pas zeventien jaar later in 1986 afscheid. Go Ahead Eagles speelde in die periode onafgebroken in de eredivisie. Oude Wesselink speelde in totaal 415 wedstrijden voor Go Ahead Eagles, hiermee is hij nog altijd recordhouder.
Na zijn professionele loopbaan als voetballer speelde hij nog bij Koninklijke UD. Daarnaast dreef hij een sportzaak in Deventer. Hij was tevens manager technische zaken bij Go Ahead Eagles.

## Statistieken
| Seizoen | Club            | Land      | Competitie | Wed. | Goals |
| ------- | --------------- | --------- | ---------- | ---- | ----- |
| 1969/70 | Go Ahead        | Nederland | Eredivisie | 32   | 0     |
| 1970/71 | Go Ahead        | Nederland | Eredivisie | 11   | 2     |
| 1971/72 | Go Ahead        | Nederland | Eredivisie | 18   | 0     |
| 1972/73 | Go Ahead Eagles | Nederland | Eredivisie | -    | -     |
| 1973/74 | Go Ahead Eagles | Nederland | Eredivisie | 10   | 1     |
| 1974/75 | Go Ahead Eagles | Nederland | Eredivisie | 31   | 1     |
| 1975/76 | Go Ahead Eagles | Nederland | Eredivisie | 33   | 2     |
| 1976/77 | Go Ahead Eagles | Nederland | Eredivisie | 30   | 1     |
| 1977/78 | Go Ahead Eagles | Nederland | Eredivisie | 21   | 2     |
| 1978/79 | Go Ahead Eagles | Nederland | Eredivisie | 25   | 1     |
| 1979/80 | Go Ahead Eagles | Nederland | Eredivisie | 29   | 3     |
| 1980/81 | Go Ahead Eagles | Nederland | Eredivisie | 30   | 4     |
| 1981/82 | Go Ahead Eagles | Nederland | Eredivisie | 33   | 1     |
| 1982/83 | Go Ahead Eagles | Nederland | Eredivisie | 31   | 2     |
| 1983/84 | Go Ahead Eagles | Nederland | Eredivisie | 31   | 1     |
| 1984/85 | Go Ahead Eagles | Nederland | Eredivisie | 21   | 1     |
| 1985/86 | Go Ahead Eagles | Nederland | Eredivisie | 29   | 0     |
| Totaal  | Totaal          | Totaal    | Totaal     | 415  | 22    |